# لي جونغ-جاي
لي جونغ-جاي (الكورية: 이용재) هو لاعب كرة قدم كوري جنوبي في مركز الهجوم، ولد في 8 يونيو 1991 في غوانغجو في كوريا الجنوبية. شارك مع منتخب كوريا الجنوبية تحت 17 سنة لكرة القدم ومنتخب كوريا الجنوبية تحت 20 سنة لكرة القدم ومنتخب كوريا الجنوبية تحت 23 سنة لكرة القدم ومنتخب كوريا الجنوبية لكرة القدم. أما مع النوادي، فقد لعب مع نادي النجم الأحمر ونادي كيوتو سانغا ونادي نانت.

## وصلات خارجية
- لي جونغ-جاي على موقع الاتحاد الدولي (مؤرشف)  (الإنجليزية)
- لي جونغ-جاي على موقع رابطة كرة القدم اليابانية للمحترفين (اليابانية)
- لي جونغ-جاي على موقع دوري كوريا الجنوبية (الإنجليزية)
- لي جونغ-جاي على موقع رابطة كرة القدم الفرنسية للمحترفين (الإنجليزية)
- لي جونغ-جاي على موقع قاعدة بيانات كرة القدم.إي يو (الإنجليزية)
- لي جونغ-جاي على موقع ناشيونال فوتبول تيمز (الإنجليزية)
- لي جونغ-جاي على موقع Soccerway.com (الإنجليزية)
- لي جونغ-جاي على موقع AS.com (الإسبانية)